# Sverigefinländare
Till sverigefinländare räknas personer som är folkbokförda i Sverige och som har sitt ursprung i Finland. Enligt Statistiska centralbyrån fanns det 2019 i Sverige sammanlagt 404 742 personer i Sverige som antingen själva är födda i Finland eller har minst en Finlandsfödd förälder. Av dessa var 144 561 födda i Finland och 62 306 födda i Sverige av två finländska föräldrar.
Sverigefinländare är ett samlingsbegrepp (hyperonym) för alla i Sverige bosatta personer som härstammar från Finland, oavsett vilken språkgrupp de tillhörde i Finland. Svenska och finska är formellt likställda nationalspråk i Finland. 
Sverigefinländarna indelas i två grupper på grundval av vilken språkgrupp personerna tillhörde i Finland:  finskspråkiga sverigefinnar och svenskspråkiga sverigefinlandssvenskar. Svenska tornedalingar hör inte till någon av dessa två grupper. Enligt lingvisten Mikael Parkvall utgör sverigefinlandssvenskarnas andel omkring 25 procent av sverigefinländarna. Enligt Hedberg (2004) beräknas 30 procent av de 400 000 finländare som under perioden 1945–1976 flyttade till Sverige.  
Benämningen sverigefinnar omfattar (vid emigrationstidpunkten) finskspråkiga personer som har emigrerat från Finland till Sverige, samt deras ättlingar. Till sverigefinlandssvenskarna räknas sådana personer, som vid emigrationstidpunkten ingick i den svenskspråkiga befolkningen i Finland.
Av sverigefinländarna är det endast sverigefinnarna som är officiell minoritet i Sverige. Frågan om sverigefinlandssvenskarnas ställning som minoritet i Sverige har diskuterats. Gruppen har samma modersmål som majoritetsbefolkningen, men med en egen gruppidentitet och självbild. Eftersom den svenska minoritetspolitiken utgår från språkperspektivet och antidiskrimineringsarbete, och sverigefinlandssvenskar inte upplevt svårigheter med dessa, har ingen förändring diskuterats.

## Historik
Sedan åtskilliga århundraden tillbaka har folk migrerat mellan de områden som i dag benämns Sverige och Finland.[källa behövs] Svensktalande har flyttat österut och finsktalande västerut. Likaså har det hela tiden förekommit återflyttning.
Från 1200-talet fram till 1809 var Sverige och nuvarande Finland ett och samma rike. Redan från 1500-talet förekommer organiserade flyttrörelser från Sveriges östra rikshalva till Sveriges västra rikshalva, sedan hertig Karl, sedermera Karl IX, gav skattefrihet i sju år för de finnar (finskspråkiga personer) som med svedjebruk uppodlade de svårgenomträngliga Värmlandsskogarna. De finnar som följde denna, och liknande kallelser senare, kom att kallas skogsfinnar och bosatte sig, förutom i Värmland, i Södermanland, Tiveden, sydöstra  och södra Ångermanland. Mågra drog också vidare till Gästrikland och till det inre av Dalarna och Hälsingland. Mindre grupper flyttade bland annat till Stockholm. Det förtjänar att nämnas att ända in på 1900-talet fanns det en helt finsktalande befolkning i delar av Värmlands finnskogar. Dessa värmlandsfinnar har sedermera försvenskats och uppblandats med den svenskspråkiga befolkningen, den sista av dem som behärskade förfädernas finska avled på 1980-talet.
Även sedan Finland hade blivit ett autonomt storfurstendöme under ryska kronan förekom det en viss migration mellan Sverige och storfurstendömet Finland. Svenska språkets totala dominans som ämbetsspråk och bildningsspråk bestod likaså i Finland efter separationen från Sverige. Finska språkets status i Sverige har genom tiderna fluktuerat kraftigt medan svenska språkets status i Finland har varit mer stabilt. Det dröjde ända till 1883 innan finska språket blev formellt jämställt med svenskan i Finland. Två år efter Finlands självständighet år 1917 fastslogs i Finlands regeringsform att landets nationalspråk är svenska och finska. Båda språkgruppernas språkliga rättigheter består än i dag i grundlagens hägn. Den 1 april 2000 erhöll finska språket status som officiellt minoritetsspråk i Sverige. 
Den andra emigrationsvågen av finlandssvenskar och finnar från Finland till Sverige började i mindre skala på 1930-talet eskalerade kraftigt strax efter andra världskriget och fortsatte fram till mitten på 1970-talet, då den sinade kraftigt som en följd av den gynnsamma ekonomiska utvecklingen i Finland. Bosättningen i Sverige har varit främst koncentrerad till Stockholm samt till industriorter i Mälardalen, till bruksorter i Bergslagen samt till Borås och Göteborgsområdet. 
På de orter i Sverige, där ett större antal finländare har bosatt sig finns föreningar för respektive invandrargrupp. Centralorganisationen för Sverigefinnarna är den 1957 grundade Sverigefinska riksförbundet och för sverigefinlandssvenskarna är den 1969 stiftade Finlandssvenskarnas riksförbund i Sverige.
Invandrarna från Finland har, oberoende av modersmål, i stort drivits av samma krafter: möjligheten att få arbete i Sverige, högre lön och så vidare, men för finnarna har tröskeln att flytta varit högre än för finlandssvenskarna. På grund av högre emigrationsbenägenhet bland finlandssvenskarna har deras andel av emigranterna från Finland beräknats till kring 25 procent. 

## Sverigefinländare efter kommun
Siffrorna är hämtade från "Ruotsin Suomessa syntynyt väestö" (födda i Finland) 1998 (Korkeasaari & Tarkiainen). De siffror i kursiv stil är från Sverigefinska Riksförbundet  där även de sverigefinländare som är födda i Sverige är medräknade. Observera att i tabellen här nedan är också sverigefinlandssvenskarna (cirka 25 procent) medräknade. 
| - Stockholms kommun 22287 (46927) (3,1 %) - Göteborgs kommun 9727 (20372) (2,1 %) - Södertälje kommun 6290 (10722) (7,6 %) - Eskilstuna kommun 6087 (12072) (6,9 %) - Västerås kommun 5320 (11592) (4,3 %) - Botkyrka kommun 4618 (8408) (6,5 %) - Borås kommun 4460 (9210) (4,6 %) - Huddinge kommun 3774 (7729) (4,7 %) - Haparanda kommun 3723 (35,1 %) - Uppsala kommun 3363 (8838) (1,8 %) - Nacka kommun 3340 (4,6 %) - Haninge kommun 3305 (7015) (5,0 %) - Upplands Väsby kommun 3014 (8,3 %) - Järfälla kommun 2850 (4,8 %) - Norrköpings kommun 2692 (2,2 %) - Umeå kommun 2366 (2,3 %) - Luleå kommun 2316 (3,2 %) - Norrtälje kommun 2125 (4,1 %) - Malmö kommun 1944 (0,8 %) - Gävle kommun 1867 (2,1 %) - Sigtuna kommun 1857 (5,5 %) - Solna kommun 1838 (3,3 %) - Sundsvalls kommun 1838 (1,9 %) - Örebro kommun 1833 (1,5 %) |  | - Köpings kommun 1786 (7,0 %) - Täby kommun 1737 (2,9 %) - Tyresö kommun 1685 (4,5 %) - Trollhättans kommun 1661 (3,2 %) - Värmdö kommun 1512 (5,3 %) - Sollentuna kommun 1511 (2,7 %) - Surahammars kommun 1399 (13,0 %) - Skövde kommun 1397 (2,8 %) - Fagersta kommun 1384 (10,7 %) - Sundbybergs kommun 1372 (4,2 %) - Borlänge kommun 1363 (2,8 %) - Kiruna kommun 1359 (5,4 %) - Hallstahammars kommun 1354 (8,6 %) - Jönköpings kommun 1338 (1,2 %) - Enköpings kommun 1335 (3,7 %) - Karlskoga kommun 1305 (4,0 %) - Upplands-Bro kommun 1303 (6,4 %) - Österåkers kommun 1176 (3,6 %) - Lidingö kommun 1154 (2,9 %) - Avesta kommun 1123 (4,8 %) - Håbo kommun 1114 (6,5 %) - Övertorneå kommun 1113 (18,7 %) |

## Statistik
Den 31 december 2016 fanns 153 620 personer i Sverige som var födda i Finland, varav 60 806 män (39,58 %) och 92 814 kvinnor (60,42 %). Motsvarande siffra för den 31 december 2000 var 195 447, varav 81 486 män (41,69 %) och 113 961 kvinnor (58,31 %).
Den 31 december 2015 fanns 57 589 personer i Sverige som saknade svenskt medborgarskap men hade finskt medborgarskap, varav 24 178 män (41,98 %) och 33 411 kvinnor (58,02 %).

### Svenskar med finländsk bakgrund
Den 31 december 2016 fanns utöver de 153 620 personerna födda i Finland 261 184 personer (varav 132 675 män och 128 509 kvinnor) som var födda i Sverige men hade finsk bakgrund eller ursprung, enligt Statistiska centralbyråns definition:
- Personer födda i Sverige med båda föräldrarna födda i Finland: 62 934, varav 31 052 män och 31 882 kvinnor.
- Personer födda i Sverige med fadern född i Finland och modern i ett annat utländskt land: 4 539, varav 2 182 män och 2 357 kvinnor.
- Personer födda i Sverige med modern född i Finland och fadern i ett annat utländskt land: 13 921, varav 6 813 män och 7 108 kvinnor.
- Personer födda i Sverige med fadern född i Finland och modern i Sverige: 65 764, varav 32 427 män och 33 337 kvinnor
- Personer födda i Sverige med modern född i Finland och fadern i Sverige: 114 026, varav 56 035 män och 57 991 kvinnor.

### Åldersfördelning
Åldersfördelningen bland personer födda i Finland boende i Sverige. Siffror från Statistiska centralbyrån enligt den 31 december 2016:
| Ålder    | Antal  | Andel   | Varav män | Kvinnor |
| -------- | ------ | ------- | --------- | ------- |
| 0-14 år  | 1 387  | 0,90 %  | 710       | 677     |
| 15-24 år | 3 522  | 2,29 %  | 1 231     | 2 291   |
| 25-54 år | 35 567 | 23,15 % | 15 610    | 19 957  |
| 55-64 år | 36 478 | 23,75 % | 15 308    | 21 170  |
| 65+ år   | 76 666 | 49,91 % | 27 947    | 48 719  |

### Historisk utveckling
| Finska medborgare utan svenskt medborgarskap i Sverige 1973–2015                                                          | Finska medborgare utan svenskt medborgarskap i Sverige 1973–2015 | Finska medborgare utan svenskt medborgarskap i Sverige 1973–2015 | Finska medborgare utan svenskt medborgarskap i Sverige 1973–2015 | Finska medborgare utan svenskt medborgarskap i Sverige 1973–2015 |
| --- | ---------------------------------------------------------------- | ---------------------------------------------------------------- | ---------------------------------------------------------------- | ---------------------------------------------------------------- |
| |                                                                  |                                                                  |                                                                  |                                                                  |
| År |                                                                  |                                                                  | Folkmängd                                                        |                                                                  |
| 1973 | 1973                                                             |                                                                  | 188 150                                                          |                                                                  |
| 1975 | 1975                                                             |                                                                  | 184 001                                                          |                                                                  |
| 1980 | 1980                                                             |                                                                  | 181 477                                                          |                                                                  |
| 1985 | 1985                                                             |                                                                  | 138 622                                                          |                                                                  |
| 1990 | 1990                                                             |                                                                  | 119 669                                                          |                                                                  |
| 1995 | 1995                                                             |                                                                  | 104 967                                                          |                                                                  |
| 2000 | 2000                                                             |                                                                  | 98 571                                                           |                                                                  |
| 2005 | 2005                                                             |                                                                  | 87 067                                                           |                                                                  |
| 2010 | 2010                                                             |                                                                  | 70 596                                                           |                                                                  |
| 2015 | 2015                                                             |                                                                  | 57 589                                                           |                                                                  |
| Anm.: Befolkning den 31 december respektive år. Personer med dubbelt medborgarskap, varav det ena svenskt, inräknas inte. |                                                                  |                                                                  |                                                                  |                                                                  |

| Personer i Sverige födda i Finland 1900–2022 | Personer i Sverige födda i Finland 1900–2022 | Personer i Sverige födda i Finland 1900–2022 | Personer i Sverige födda i Finland 1900–2022 | Personer i Sverige födda i Finland 1900–2022 |
| --- | -------------------------------------------- | -------------------------------------------- | -------------------------------------------- | -------------------------------------------- |
| |                                              |                                              |                                              |                                              |
| År |                                              |                                              | Folkmängd                                    |                                              |
| 1900 | 1900                                         |                                              | 6 644                                        |                                              |
| 1930 | 1930                                         |                                              | 9 746                                        |                                              |
| 1950 | 1950                                         |                                              | 44 821                                       |                                              |
| 1960 | 1960                                         |                                              | 101 307                                      |                                              |
| 1970 | 1970                                         |                                              | 235 453                                      |                                              |
| 1980 | 1980                                         |                                              | 251 342                                      |                                              |
| 1990 | 1990                                         |                                              | 217 636                                      |                                              |
| 2000 | 2000                                         |                                              | 195 447                                      |                                              |
| 2001 | 2001                                         |                                              | 193 465                                      |                                              |
| 2002 | 2002                                         |                                              | 191 515                                      |                                              |
| 2003 | 2003                                         |                                              | 189 341                                      |                                              |
| 2004 | 2004                                         |                                              | 186 589                                      |                                              |
| 2005 | 2005                                         |                                              | 183 685                                      |                                              |
| 2006 | 2006                                         |                                              | 180 906                                      |                                              |
| 2007 | 2007                                         |                                              | 178 179                                      |                                              |
| 2008 | 2008                                         |                                              | 175 113                                      |                                              |
| 2009 | 2009                                         |                                              | 172 218                                      |                                              |
| 2010 | 2010                                         |                                              | 169 521                                      |                                              |
| 2011 | 2011                                         |                                              | 166 723                                      |                                              |
| 2012 | 2012                                         |                                              | 163 867                                      |                                              |
| 2013 | 2013                                         |                                              | 161 129                                      |                                              |
| 2014 | 2014                                         |                                              | 158 488                                      |                                              |
| 2015 | 2015                                         |                                              | 156 045                                      |                                              |
| 2016 | 2016                                         |                                              | 153 620                                      |                                              |
| 2017 | 2017                                         |                                              | 150 877                                      |                                              |
| 2018 | 2018                                         |                                              | 147 883                                      |                                              |
| 2019 | 2019                                         |                                              | 144 561                                      |                                              |
| 2020 | 2020                                         |                                              | 140 337                                      |                                              |
| 2021 | 2021                                         |                                              | 136 607                                      |                                              |
| 2022 | 2022                                         |                                              | 133 083                                      |                                              |
| Anm.: Befolkning den 31 december respektive år förutom åren 1960 och 1970 som avser förhållandet den 1 november och år 1980 som avser förhållandet den 15 september. |                                              |                                              |                                              |                                              |

## Ordförklaringar
- Finlandssvenskar är benämning på svenskspråkiga medborgare i Finland. Termen kan också brukas på finlandssvenskar som emigrerat från Finland. Termen finlandssvensk myntades  1912. Tidigare användes i Finland "svensk" som stod för språktillhörighet och inte för nationalitet.
- Finnar är benämning på finskspråkiga oavsett medborgarskap eller ursprungsland.
- Finländare är ett samlande namn (hyperonym) för medborgare i Finland, oavsett språklig tillhörighet.
- Sverigefinnar är finskspråkiga i Sverige
- Sverigefinlandssvenskar är finlandssvenskar i Sverige.
- Sverigefinländare är ett samlingsbegrepp för alla i Sverige bosatta personer som härstammar från Finland, oavsett språklig tillhörighet.

## Kända sverigefinländare
Sverigefinnar:
- Susanna Alakoski, författare, sverigefinne.
- Anna Järvinen, sångare, sverigefinne.
- Kaa Eneberg, journalist och författare, sverigefinne.
- Love Antell, musiker, frontman i Florence Valentin, sverigefinne.
- Janne Westerlund, komiker, sverigefinne.
- Richard Jomshof, riksdagspolitiker, sverigefinne
- Jesse Puljujärvi, ishockeyspelare, sverigefinne
- Bianca Kronlöf, skådespelare och komiker, sverigefinne.
- Aino Jawo, sångare och medlem i Icona Pop, sverigefinne.
- Hasse Aro, programledare, sverigefinne.
- Anna Maria Espinosa, sångare, sverigefinne.
- Marko Lehtosalo (Markoolio), låtskrivare, sverigefinne.

Sverigefinlandssvenskar:
- Stina Ekblad, skådespelare, sverigefinlandssvensk.
- Stefan Ingves, fn riksbankschef, sverigefinlandssvensk.
- Harry Järv, författare, bibliotekarie och översättare, sverigefinlandssvensk.
- Johanna Koljonen, författare och kulturjournalist, sverigefinlandssvensk
- Linda Lampenius, violinist, sverigefinlandssvensk.
- Mark Levengood, TV-profil med mera, sverigefinlandssvensk.
- Lill Lindfors, sångare med mera, sverigefinlandssvensk.
- Yrsa Stenius, journalist och författare, sverigefinlandssvensk.
- Bo Strömstedt, professor i praktisk journalistik och publicist, sverigefinlandssvensk.
- Björn Wahlroos, finansman och investerare, sverigefinlandssvensk.